# Antracit
Antracit je vrsta metamorfne kamnine, ki spada med vrste premoga. Je najčistejša oblika premoga, ki vsebuje med 92 in 98 % ogljika in ima visoko kurilno vrednost (od 26 do 33 MJ/kg). Ime izvira iz grščine, kjer beseda Ανθρακίτης dobesedno pomeni »vrsta premoga« (Anthrax [Άνθραξ] pomeni »premog«).
Gori z zelo vročim, kratkim plamenom z malo dima ali brez njega. Antracit je nastal v obdobju karbona, največja nahajališča pa so v Pensilvaniji. Antracit je nastal iz organskih sedimentnih kamnin, ki so bile izpostavljene velikemu pritisku in visoki temperaturi.